# Мужчины среднего возраста
«Мужчи́ны сре́днего во́зраста» (англ. Men of a Certain Age) — американский комедийно-драматический телесериал, который выходил в эфир на телеканале TNT с 7 декабря 2009 года по 6 июля 2011 года. Рэй Романо, Скотт Бакула и Андре Брауэр играют троих друзей, которым уже почти по пятьдесят лет, и которые вынуждены справляться с реалиями бытия, будучи мужчинами среднего возраста. В 2010 году шоу выиграло премию «Пибоди».
15 июля 2011 года TNT закрыл телесериал после двух сезонов.

## Разработка и производство
В марте 2008 года TNT объявил, что был заказан пилотный эпизод по сценарию, написанному Рэем Романо и Майком Ройсом. Они оба ранее работали вместе над шоу «Все любят Рэймонда». Андре Брауэр и Скотт Бакула присоединились к основному актёрскому составу в июне и июле 2008 года, соответственно. В январе 2009 года TNT заказал десять эпизодов «Мужчин среднего возраста». Для Бакулы это шоу стало первым со времён телесериала «Звёздный путь: Энтерпрайз», в котором он появился в главной роли; для Брауэра — первым со времени окончания мини-сериала «Вор» в 2006 году; а для Романо — первым со времени финала шоу «Все любят Рэймонда» в мае 2005 года. «Мужчины среднего возраста», премьера которого состоялась на TNT 7 декабря 2009 года. Телесериал получил ограничение по рейтингу MPAA (не рекомендуется к просмотру лицам до семнадцати лет) из-за присутствия нецензурных выражений. 14 января 2010 года TNT продлил шоу на второй сезон, премьера которого состоялась 6 декабря 2010 года. Второй сезон вышел в эфир в двух частях по шесть эпизодов каждый.
15 июля 2011 года TNT объявил, что телесериал не будет продлён на третий сезон.

## В ролях

### Основной состав
| - Рэй Романо — Джо Транелли - Скотт Бакула — Терри Эллиот - Андре Брауэр — Оуэн Торо-младший - Лиза Гэй Хэмилтон — Мелисса Торо - Ричард Гант — Оуэн Торо-старший - Брайан Джей Уайт — Маркус | - Лил Джей Джей — Дишон - Квеси Боаке — Джейми Торо - Бриттани Каррен — Люси Транелли - Брэйден Лемастерс — Альберт Транелли - Исайя Монтгомери — Майкл Торо - Мелинда Макгроу — Эрин Райли |

### Второстепенный состав
| - Эмили Риос — Мария - Эдди Шин — Карл - Карла Галло — Энни - Мэтт Прайс — Лоуренс - Майкл Хичкок — Дэйв | - Альберт Холл — Брюс - Патрисия де Леон — фантастическая женщина Джо - Пенелопа Энн Миллер — Манфро - Роберт Лоджиа — Арти |

## Эпизоды

### Сезон 1 (2009–10)
| № общий | № в сезоне | Название                                                                                | Режиссёр         | Автор сценария                                                             | Дата премьеры   | Зрители в США (млн) |
| ------- | ---------- | --------------------------------------------------------------------------------------- | ---------------- | -------------------------------------------------------------------------- | --------------- | ------------------- |
| 1       | 1          | «Pilot» «Пилот»                                                                         | Скотт Винант     | Рэй Романо и Майк Ройс                                                     | 7 декабря 2009  | 5,4                 |
| 2       | 2          | «Let It Go» «Отпусти это»                                                               | Скотт Винант     | Рэй Романо и Майк Ройс                                                     | 14 декабря 2009 | 4,4                 |
| 3       | 3          | «Mind's Eye» «Мысленный взор»                                                           | Фил Трэйлл       | Рик Мураки                                                                 | 21 декабря 2009 | 3,7                 |
| 4       | 4          | «The New Guy» «Новенький»                                                               | Эд Бьянчи        | Бриджет Бедард                                                             | 28 декабря 2009 | 3,1                 |
| 5       | 5          | «Powerless» «Бессильный»                                                                | Дэвид Пеймер     | Марк Штегеманн                                                             | 4 января 2010   | 3,1                 |
| 6       | 6          | «Go with the Flow» «Плыть по течению»                                                   | Миллисент Шелтон | Джек Орман                                                                 | 11 января 2010  | 2,9                 |
| 7       | 7          | «Father's Fraternity» «Братство отцов»                                                  | Эд Бьянчи        | Уоррен Хатчерсон                                                           | 25 января 2010  | 2,3                 |
| 8       | 8          | «You Gonna Do That the Rest of Your Life?» «Ты будешь делать это всю оставшуюся жизнь?» | Дэвид Бойд       | Лью Шнайдер                                                                | 1 февраля 2010  | 2,3                 |
| 9       | 9          | «How to Be an All-Star» «Как быть звездой»                                              | Фил Трэйлл       | Бриджет Бедард                                                             | 15 февраля 2010 | 2,1                 |
| 10      | 10         | «Back in the S#!t» «Обратно в г#!о»                                                     | Дэвид Бойд       | История: Лью Шнайдер и Марк Штегеманн Телесценарий: Рэй Романо и Майк Ройс | 23 февраля 2010 | 2,6                 |

### Сезон 2 (2010–11)
| № общий | № в сезоне | Название                                                           | Режиссёр            | Автор сценария                  | Дата премьеры   | Зрители в США (млн) |
| ------- | ---------- | ------------------------------------------------------------------ | ------------------- | ------------------------------- | --------------- | ------------------- |
| 11      | 1          | «If I Could, I Surely Would» «Если б я мог, я бы точно сделал это» | Эд Бьянчи           | Рэй Романо и Майк Ройс          | 6 декабря 2010  | 2,4                 |
| 12      | 2          | «Same as the Old Boss» «Такой же как старый босс»                  | Дженнифер Гетцингер | Марк Штегеманн                  | 13 декабря 2010 | 2,2                 |
| 13      | 3          | «Cold Calls» «Холодные звонки»                                     | Эд Бьянчи           | Итамар Мозес                    | 20 декабря 2010 | 2,3                 |
| 14      | 4          | «The Bad Guy» «Плохиш»                                             | Миллисент Шелтон    | Сиан Хедер                      | 27 декабря 2010 | 2,3                 |
| 15      | 5          | «And Then the Bill Comes» «А потом счёт приходит»                  | Дэвид Бойд          | Бриджет Бедард                  | 3 января 2011   | 2,1                 |
| 16      | 6          | «Let the Sunshine In» «Впусти солнечный свет в себя»               | Дэвид Бойд          | Такер Коули                     | 10 января 2011  | 3,3                 |
| 17      | 7          | «The Great Escape» «Большой побег»                                 | Миллисент Шелтон    | Лью Шнайдер                     | 1 июня 2011     | 1,8                 |
| 18      | 8          | «The Pickup» «Пикап»                                               | Фил Трэйлл          | Кен Блэнкштейн                  | 8 июня 2011     | 1,3                 |
| 19      | 9          | «A League of Their Owen» «Их собственная лига»                     | Дэвид Бойд          | Такер Коули и Итамар Мозес      | 15 июня 2011    | 1,4                 |
| 20      | 10         | «Can't Let That Slide» «Не могу позволить себе это понижение»      | Майк Ройс           | Сиан Хедер и Лью Шнайдер        | 22 июня 2011    | 1,5                 |
| 21      | 11         | «Whatever Gets You Through the Night» «Что ты делаешь всю ночь»    | Джофф Хэйли         | Бриджет Бедард и Майк Ройс      | 29 июня 2011    | 1,5                 |
| 22      | 12         | «Hold Your Finish» «Держите финал»                                 | Дэвид Бойд          | Бриджет Бедард и Марк Штегеманн | 6 июля 2011     | 1,7                 |

## Отзывы критиков

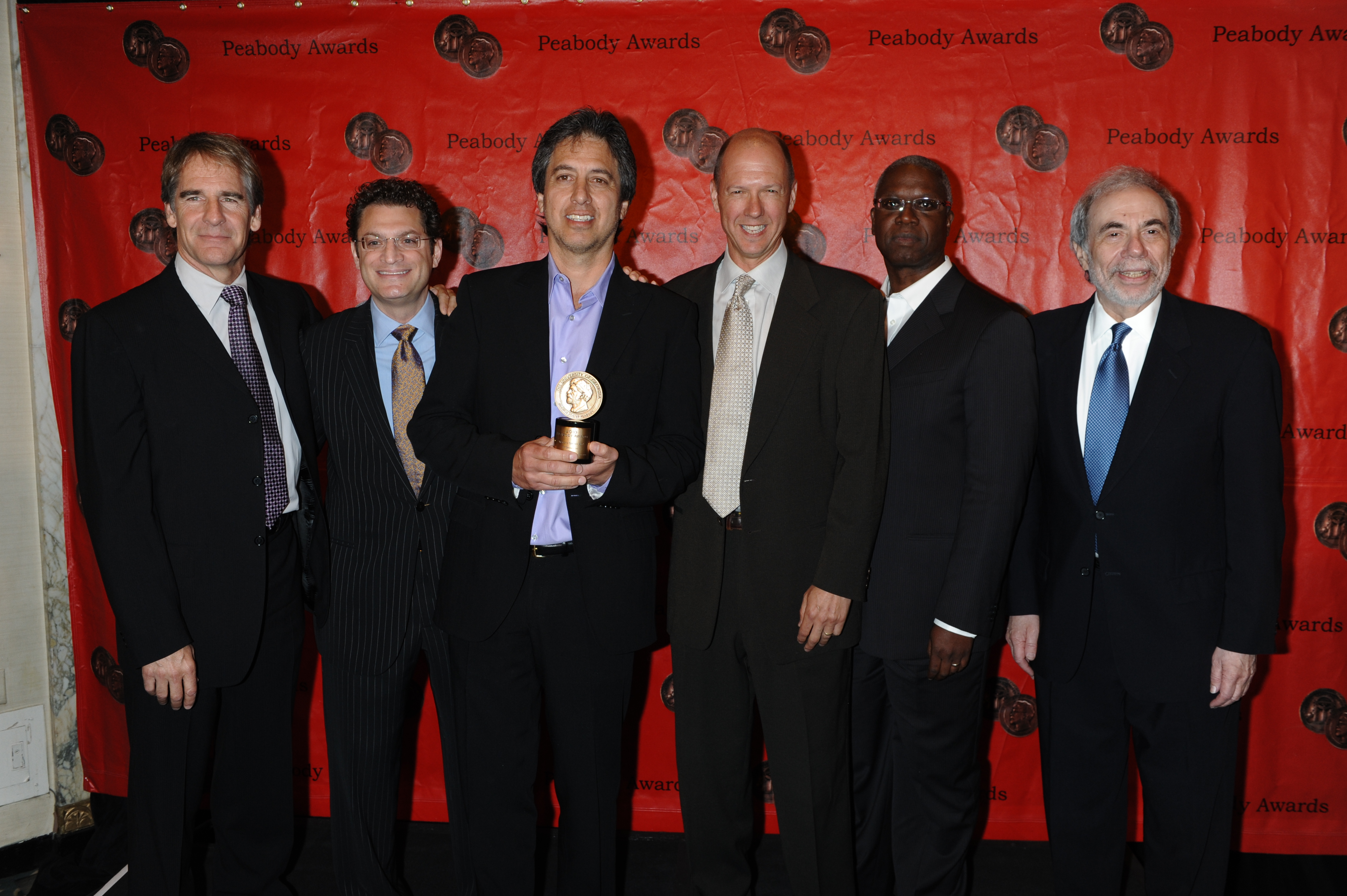
Бакула, Росегартен, Романо, Ройс, Брауэр и Хоффман на церемонии вручения премии «Пибоди» в 2010 году

Первый сезон был встречен с положительными отзывами. По совокупности 18-ти обзоров на сайте-агрегаторе Rotten Tomatoes он держит 89% „свежести“. Вердикт сайта гласит: „Остроумный, проницательный и пронзительный сериал «Мужчины среднего возраста» — это второй акт триумфа звёзд Скотта Бакулы, Андре Брауэра и Рэя Романо“. На Metacritic сезон имеет 79 баллов из ста на основе 24-х „в целом благоприятных“ обзоров.
Второй сезон был встречен в равной степени положительными отзывами. Он имеет 100% „свежести“ на Rotten Tomatoes, что основано на 14-ти отзывах. Заключение сайта гласит: „Дерзко и ловко написанное шоу «Мужчины среднего возраста» продолжает быть ситкомом, который обладает редкой проницательностью и глубиной“. Он получил 86 баллов из ста баллов на Metacritic, что основано на 15 отзывах, указывающих на „всеобщее признание“.

## Награды и номинации
| Год  | Награда | Результат | Категория                                                     | Номинант(ы)                 |
| ---- | ------- | --------- | ------------------------------------------------------------- | --------------------------- |
| 2010 | Пибоди  | Победа    |                                                               | «Мужчины среднего возраста» |
| 2010 | Эмми    | Номинация | Лучшая мужская роль второго плана в драматическом телесериале | Андре Брауэр                |
| 2011 | Эмми    | Номинация | Лучшая мужская роль второго плана в драматическом телесериале | Андре Брауэр                |